# AT&T Stadium
AT&T Stadium, wcześniej Cowboys Stadium – stadion sportowy położony w amerykańskim mieście Arlington w stanie Teksas. Stadion został zbudowany w 2009 roku, maksymalna pojemność wynosi obecnie 80,000 widzów. Miejsce Wrestlemanii 32, która odbyła się w 2016 roku.